# Onhaye
Onhaye [ɔ̃ɛ] (en wallon Onhaye) est une commune francophone de Belgique située en Région wallonne dans la province de Namur, ainsi qu’une localité où siège son administration. Onhaye est une commune rurale.

## Géographie

### Sections et hameaux
La commune d'Onhaye se compose de sept sections (ou anciennes communes) dont Falaën , qui est repris parmi les plus beaux villages de Wallonie.
Elle compte aussi plusieurs hameaux parmi lesquels Chertin, Foy, Fter, Hontoir, La Forge, Marteau, Miavoye, Ostemerée et Rostenne.

#### Sections
| # | Nom      | Superficie. (km²) | Habitants (2020) | Habitants par km² | Code INS |
| - | -------- | ----------------- | ---------------- | ----------------- | -------- |
| 1 | Onhaye   | 12,49             | 967              | 77                | 91103A   |
| 2 | Gerin    | 5,41              | 368              | 68                | 91103B   |
| 3 | Anthée   | 10,14             | 426              | 42                | 91103C   |
| 4 | Serville | 6,69              | 127              | 19                | 91103D   |
| 5 | Falaën   | 13,64             | 553              | 41                | 91103E   |
| 6 | Sommière | 9,31              | 524              | 56                | 91103F   |
| 7 | Weillen  | 7,98              | 265              | 33                | 91103G   |

### Description de la commune
La commune située en Condroz namurois est une succession de tiges et de chavées. Ces dernières sont parfois empruntées par des rivières et ruisseaux affluents directs ou indirects de la Meuse qui, par ailleurs, coule à l'est de la commune sans jamais la pénétrer ni la longer. Ces cours d'eau sont la Molignée qui arrose La Forge, le Flavion qui passe à Ostemerée et Weillen et la Ftroule qui arrose Fter.
La route nationale 97 Dinant-Philippeville traverse la commune d'est en ouest en passant par Onhaye, Gerin et Anthée.

### Description du village
Le village d'Onhaye est un bourg étendu et étiré le long d'un tige (altitude jusqu'à 260 m) et sur le versant peu incliné s'orientant vers le sud. Le village se rassemble autour de l'église et de quelques fermes importantes. Il a été édifié en pierre calcaire mais aussi en brique dès la fin du XVIIIe siècle. Le tracé de la route nationale 97 Dinant-Philippeville qui traversait le centre du village a été dévié par une section passant un peu plus au nord.

### Communes limitrophes
| Mettet    | Anhée    |        |
| Florennes | Onhaye   | Dinant |
|           | Hastière |        |

## Population et évolution de son chiffre

### Démographie: Avant la fusion des communes
- Source: DGS recensements population

### Démographie: Commune fusionnée
En tenant compte des anciennes communes entraînées dans la fusion de communes de 1977, on peut dresser l'évolution suivante:
Les chiffres des années 1831 à 1970 tiennent compte des chiffres des anciennes communes fusionnées.
- Source: DGS , de 1831 à 1981=recensements population; à partir de 1990 = nombre d'habitants chaque 1 janvier[3]

## Histoire
En août 1914, le 148e régiment d'infanterie français était stationné à Onhaye et y subit des pertes. Le 33e régiment d'infanterie français était également engagé dans la bataille et a subi de lourdes pertes.
Le 13 mai 1940, lors de la bataille de France, les Allemands de la 7. Panzer-Division (Erwin Rommel) ont traversé avec succès la Meuse dans la journée à Bouvignes. Dans la nuit du 13 au 14, les fusiliers du Schützen-Regiment 7 de l’Oberst Georg von Bismarck (fusiliers de la 7. Panzer-Division) attaquent en direction du village (qui est directement attaqué en fin de matinée du 14) qui est alors défendu par des éléments français du 77e régiment d'infanterie, du 125e régiment d'infanterie, du 5e régiment de dragons portés et du 19e régiment de dragons portés. Les Allemands effectuent des « bombardements violents » et reçoivent le renfort de chars envoyés par Rommel qui prend place dans l'un d'eux, il est alors blessé dans cette action qui échoue sous le feu des canons de 25 mm de la 604e batterie antichar française. Les Allemands ne renoncent pas, et finalement ils prennent Onhaye vers 16h ce 14 mai 1940.

## Héraldique
|  | La ville possède des armoiries qui lui ont été octroyées le 19 mars 1981. Ce sont à l'origine les armoiries d'Anthée à qui elles avaient été concédes en 1921. Le buste du Dieu Mercure avait été découvert lors de fouilles sur le site de la Villa romaine Anteia d'où l'ancienne commune d'Anthée tirerait son nom. Blasonnement : De gueules au buste de Mercure d'argent. Source du blasonnement : Heraldy of the World. |

## Politique et administration

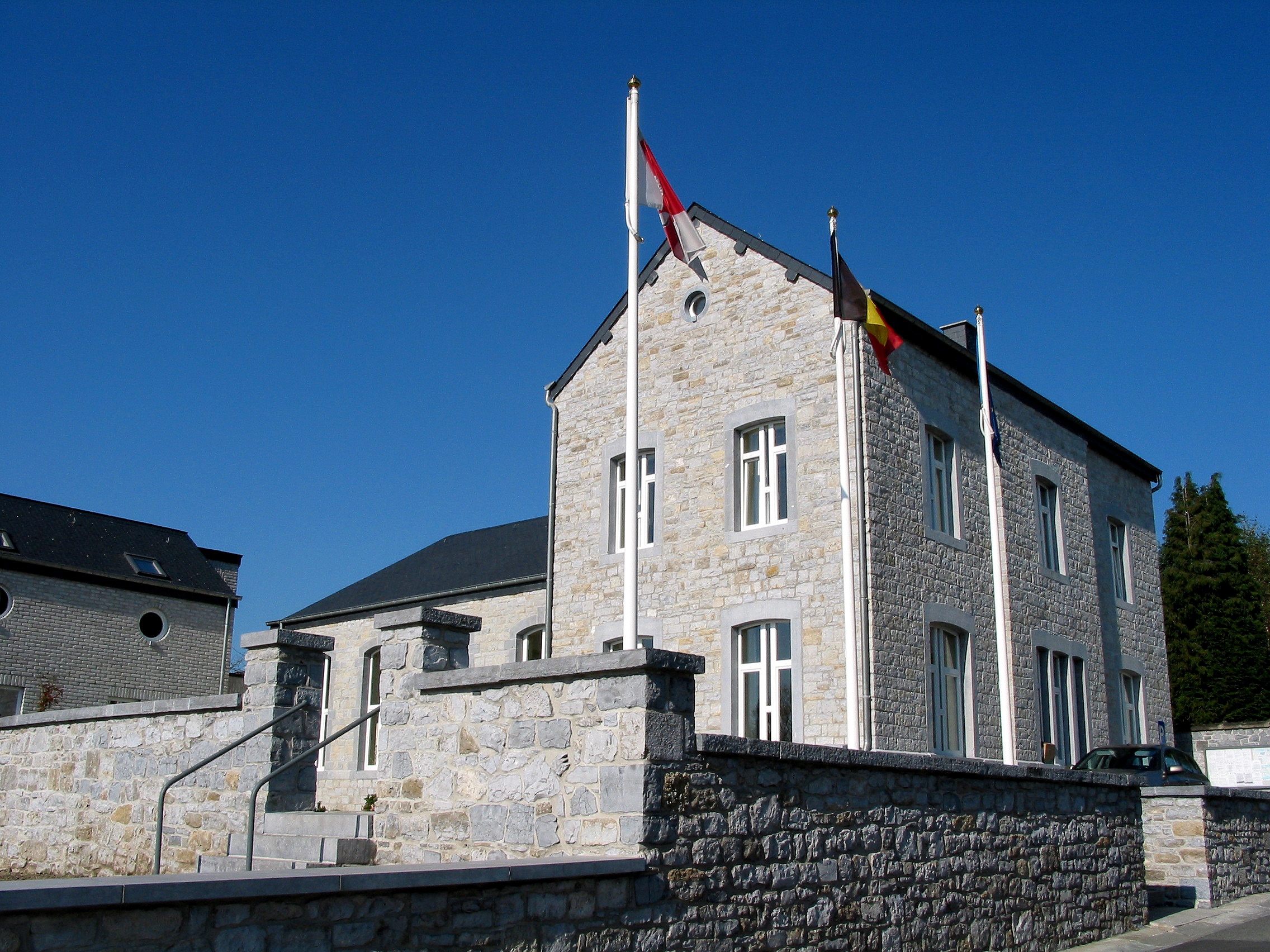
La maison communale.

### Conseil et collège communal 2024-2030
| Collège communal  |                   |                                         |
| ----------------- | ----------------- | --------------------------------------- |
| Bourgmestre       | Christophe Bastin | Les Engagés - Intérêts Communaux Onhaye |
| 1er Échevine      | Nathalie Lekeux   | Intérêts Communaux Onhaye               |
| 2e Échevin        | Arnaud Gerard     | Les Engagés - Intérêts Communaux Onhaye |
| 3e Échevine       | Juliette Besohé   | Intérêts Communaux Onhaye               |
| Président du CPAS | Werner de Giey    | Intérêts Communaux Onhaye               |

## Personnalités liées à la commune
- Walhère d'Onhaye, saint catholique du XIIe siècle (+ le 23 juin 1199).
- Antoine Laurent de Jacquier de Rosée, Baron, (24 mars 1747 - 30 septembre 1826) industriel et homme politique.
- Willy Maltaite, connu sous le nom d’artiste de Will, (30 octobre 1927 - 18 février 2000) dessinateur, scénariste de bande dessinée et peintre.
- Gérard Adam (1er janvier 1946- ), médecin et écrivain belge wallon contemporain, né à Onhaye.